# إيريك بوسون
إيريك بوسون (بالفرنسية: Éric Besson) (ولد في 2 أبريل 1958) هو سياسي فرنسي.

## النشأة
ولد إيريك بوسون في مراكش لأب فرنسي و لأمّ لبنانية هي ماري تيريز موسى.